# Добротяса (комуна)
Добротяса (рум. Dobroteasa) — комуна у повіті Олт в Румунії. До складу комуни входять такі села (дані про населення за 2002 рік):
- Батія (191 особа)
- Вулпешть (142 особи)
- Добротяса (1370 осіб)
- Кимпу-Маре (446 осіб)

Комуна розташована на відстані 143 км на захід від Бухареста, 39 км на північ від Слатіни, 66 км на північний схід від Крайови, 137 км на південний захід від Брашова.

## Населення
За даними перепису населення 2002 року у комуні проживали 2149 осіб, усі — румуни. Усі жителі комуни рідною мовою назвали румунську.
Склад населення комуни за віросповіданням:
| Релігія     | Кількість осіб | Відсоток |
| ----------- | -------------- | -------- |
| православні | 2128           | 99,0%    |
| адвентисти  | 21             | 1,0%     |